# Иванов, Николай Геннадьевич (медик)
Никола́й Генна́дьевич Ивано́в (18 мая 1918, Кабаново, Костромская губерния — 17 мая 1994, Санкт-Петербург) — военный врач, академик Академии медицинских наук СССР (1984), доктор медицинских наук (1967), профессор (1968). Генерал-полковник медицинской службы (1977). Лауреат Государственной премии СССР (1984).

## Биография
Из крестьянской семьи. Окончил начальную школу в Кабаново, 3-ю среднюю школу Смольнинского района Ленинграда.
С 1937 года служил в Красной Армии. С 1937 года учился в Военно-медицинской академии имени С. М. Кирова. В академии являлся одним из лучших на курсе, все годы обучения был сталинским стипендиатом.
В связи с начавшейся Великой Отечественной войной в сентябре 1941 года в ускоренном порядке был выпущен из академии и направлен на фронт. С сентября 1941 года — старший врач 1062-го стрелкового полка 281-й стрелковой дивизии 8-й армии Ленинградского фронта, с ноября 1941 года — командир медицинской роты медсанбата и командир медсанбата 310-й стрелковой дивизии Ленинградского и Волховского фронтов. С ноября 1943 года — дивизионный врач 225-й стрелковой дивизии в 59-й, 54-й, 21-й армий на Ленинградском, Волховском, 3-го Прибалтийском, 1-го Украинском фронтах. За годы войны участвовал в битве за Ленинград, в Ленинградско-Новгородской, Псковско-Островской, Тартуской, Прибалтийской, Висло-Одерской, Верхне-Силезской и Пражской наступательных операциях. Почти 4 года неотлучно был на фронте, приобрёл огромный опыт по оказанию медицинской помощи раненым на всех этапах их спасения и по организации их эвакуации с поля боя. Член ВКП(б) с 1942 года.
В конце августа 1945 года вновь направлен в Военно-медицинскую академию имени С. М. Кирова, где в 1946 году окончил факультет подготовки врачей академии с отличием и с золотой медалью, а в 1948 году — завершил обучение на командно-медицинском факультете. С 1949 года — преподаватель военной кафедры Ленинградского педиатрического медицинского института. С 1949 года служил в Военно-медицинской академии имени С. М. Кирова: младший преподаватель, с 1961 года — начальник кафедры организации и тактики медицинской службы, с августа 1968 года — начальник Военно-медицинской академии. За 20 лет его руководства академия активно развивалась как в научной деятельности, так и в подготовке слушателей и в развитии материальной базы, её авторитет в международном научном мире был очень высок.
В январе 1988 года уволен в запас, но до последних дней жизни работал в академии.
Похоронен в Петербурге на Большеохтинском кладбище.

## Научная деятельность
Автор, соавтор и ответственный редактор около 260 научных трудов, монографий, информационных сборников, наставлений, руководств, учебников и учебных пособий.
Академик АМН СССР (1984), член-корреспондент АМН СССР (1978), член Президиума АМН СССР. Председатель Координационного проблемного научно-технического совета, член Научного совета при уполномоченном Академии наук СССР в Ленинграде. Член двух межведомственных научно-технических советов. Представитель Вооружённых Сил СССР в Международном комитете военной медицины и фармации. Член президиума Учёного медицинского совета Центрального военно-медицинского управления Министерства обороны СССР.
Почётный доктор военно-медицинских академий ГДР, Болгарии и Польши.

### Избранные труды
- Военно-медицинская ордена Ленина Краснознаменная Академия имени С. М. Кирова : Науч.-попул. ил. очерк : К 175-летию со дня учреждения акад. / Под общ. ред. Н. Г. Иванова и А. С. Георгиевского. — Л.: Б. и., 1976. — 204 с.
- Иванов Н. Г., Георгиевский А. С., Лобастов О. С. Советское здравоохранение и военная медицина в Великой Отечественной войне 1941—1945. — Л.: Медицина, 1985. — 303 с. — 6000 экз.
- Организация медицинского обеспечения объединений в операциях / Под общ. ред. Н. Г. Иванова. — Л., 1984. (в соавторстве)
- член авторского коллектива Большой медицинской энциклопедии (3-е изд., в 30 томах, 1974—1989).

## Награды
- Орден Ленина
- Орден Октябрьской Революции
- Орден Трудового Красного Знамени
- 2 ордена Отечественной войны I и II степени
- орден Отечественной войны II степени (26.08.1944[2][3])
- два ордена Красной Звезды (25.7.1943[4][5], …)
- Орден Знак Почёта
- Орден За службу Родине в Вооружённых Силах СССР III степени
- медали, в том числе:
  - «За боевые заслуги»
  - «За оборону Ленинграда»[3]
  - «За освобождение Праги»
  - «За победу над Германией»
- Орден «За боевые заслуги» (Монгольская Народная Республика)
- Орден Народной Республики Болгария III степени